# Heinrich Möhle
Heinrich Möhle (* 20. Dezember 1888 in Hannover; † 6. Mai 1962 ebenda) war ein deutscher Sozialdemokrat, Kommunalpolitiker und Angestellter der hannoverschen Stadtverwaltung.

## Leben
Geboren in Hannover, absolvierte Heinrich Möhle die Volksschule und begann im Alter von 14 Jahren 1903 eine Lehre als Former bei der Eisengießerei Knoevenagel, wo er anschließend bis 1945 immer wieder mit Unterbrechungen als Handformer arbeiten konnte.
Als junger Mann diente Möhle während des Ersten Weltkrieges von 1915 bis 1917 als Soldat.
Zur Zeit des Nationalsozialismus wurde Möhle mehrfach verfolgt und verhaftet, beispielsweise mitten im Zweiten Weltkrieg im Rahmen der sogenannten „Aktion Gewitter“ nach dem gescheiterten Attentat vom 20. Juli 1944 auf Adolf Hitler.
Unmittelbar nach dem Kriegsende – in Hannover – schlug Heinrich Möhle, gemeinsam mit Albin Karl und Erwin Barth, den amerikanischen Militärmachthabern am 11. April 1945 vor, Gustav Bratke zum Oberbürgermeister von Hannover zu ernennen. Noch am selben Tag wurden Möhle und Albin Karl beauftragt, gemeinsam mit anderen Vertretern aus der ehemaligen Untergrundbewegung den Ausschuss für Wiederaufbau (AfW) zu gründen.
In der durch die vorherigen Luftangriffe auf Hannover fast zur Hälfte zerstörten Stadt mit rund 250.000 Obdachlosen und den bald folgenden mehr als 100.000 Flüchtlingen und Vertriebenen konnte Möhle schon zur Zeit der Britischen Besatzungszone am 15. April 1945 im hannoverschen Wohnungsamt tätig werden.
Nach der Gründung der Bundesrepublik Deutschland wurde Heinrich Möhle im Personalamt der Stadt Hannover tätig, wo er bis zu seiner Pensionierung am 31. Dezember 1953 arbeitete. Er starb 1962 in seiner Heimatstadt.

## Heinrich-Möhle-Weg
Die Landeshauptstadt Hannover ehrte den verstorbenen Bürgervorsteher mit der Namensgebung des 1984 im Stadtteil Bothfeld angelegten Heinrich-Möhle-Wegs.